# Tamara Vega
Tamara Vega Arroyo (Ciudad Juárez, 15 de março de 1995) é uma pentatleta mexicana.

## Carreira
Vega representou seu país nos Jogos Olímpicos de Verão de 2016, terminando na décima colocação.